# Palais Klotild
Les Palais Klotild (en hongrois : Klotild paloták) sont un ensemble composé de deux grands édifices symétriques, situés dans le 5e arrondissement de Budapest,  formant la porte symbolique à l'entrée du Pont Erzsébet híd. Les bâtiments ferment à l'ouest Ferenciek tere, place du quartier de Lipótváros, où l'on trouve également l'église franciscaine de Belváros et de la maison Brudern. Les deux immeubles sont séparés par Szabad sajtó út aujourd'hui Kossuth Lajos utca. Les bâtisses néobaroques ont été construites à peu près en même temps que le pont Elisabeth, entre 1899 et 1902. 

## Nom
Le nom de Klotild rend hommage à la princesse Clotilde de Saxe-Cobourg-Kohary épouse de Joseph de Habsbourg-Lorraine (1833-1905), archiduc d'Autriche, palatin de Hongrie, qui a acquis les terrains pour que le projet de palais voit le jour. Le palais situé au nord a pour nom officiel Klotild I et celui situé au sud Klotild II. De nombreux budapestois utilisent néanmoins les sobriquets de Klotild et Matild pour distinguer les deux édifices.
Ce site est desservi par la station Ferenciek tere :  .

## Galerie

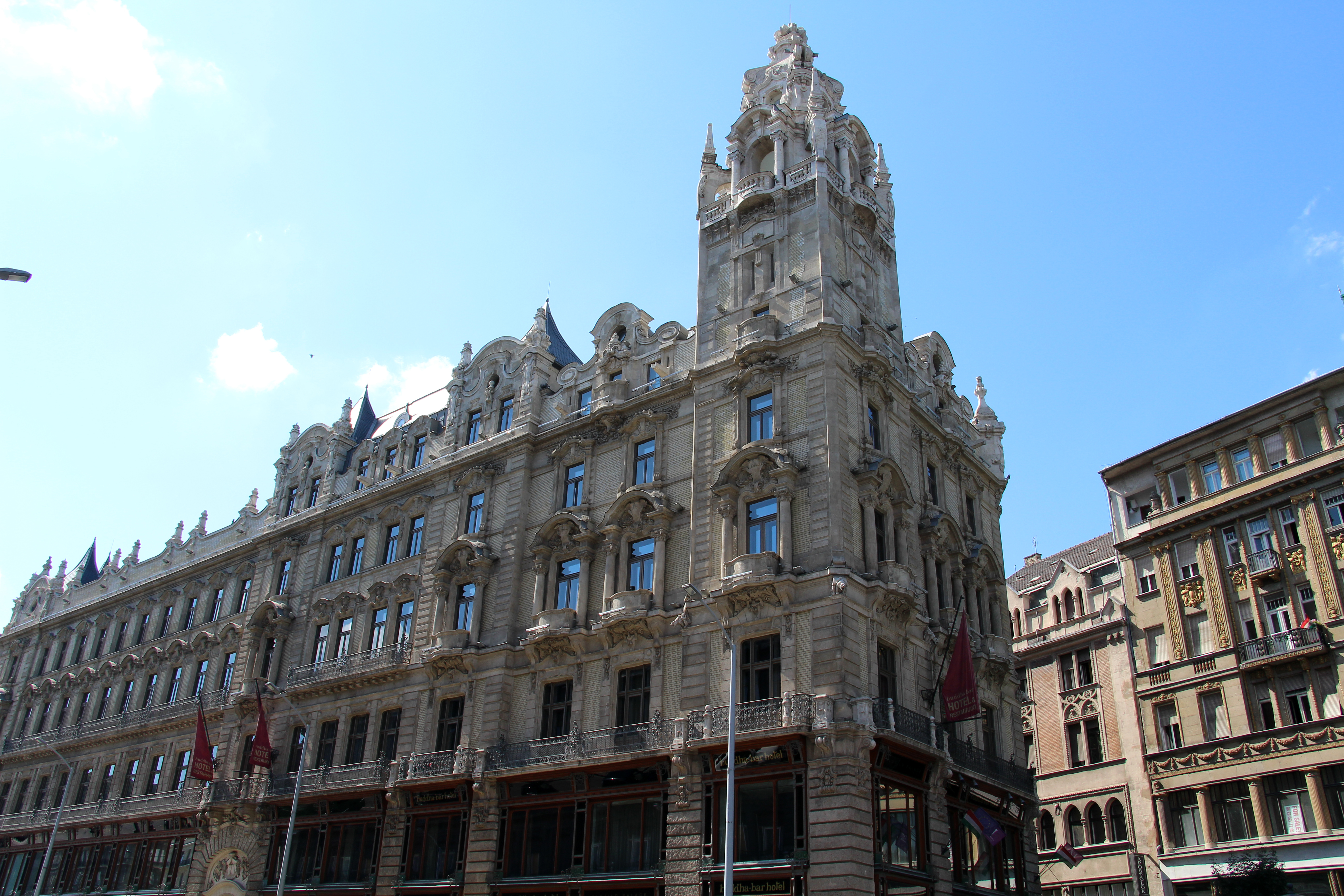
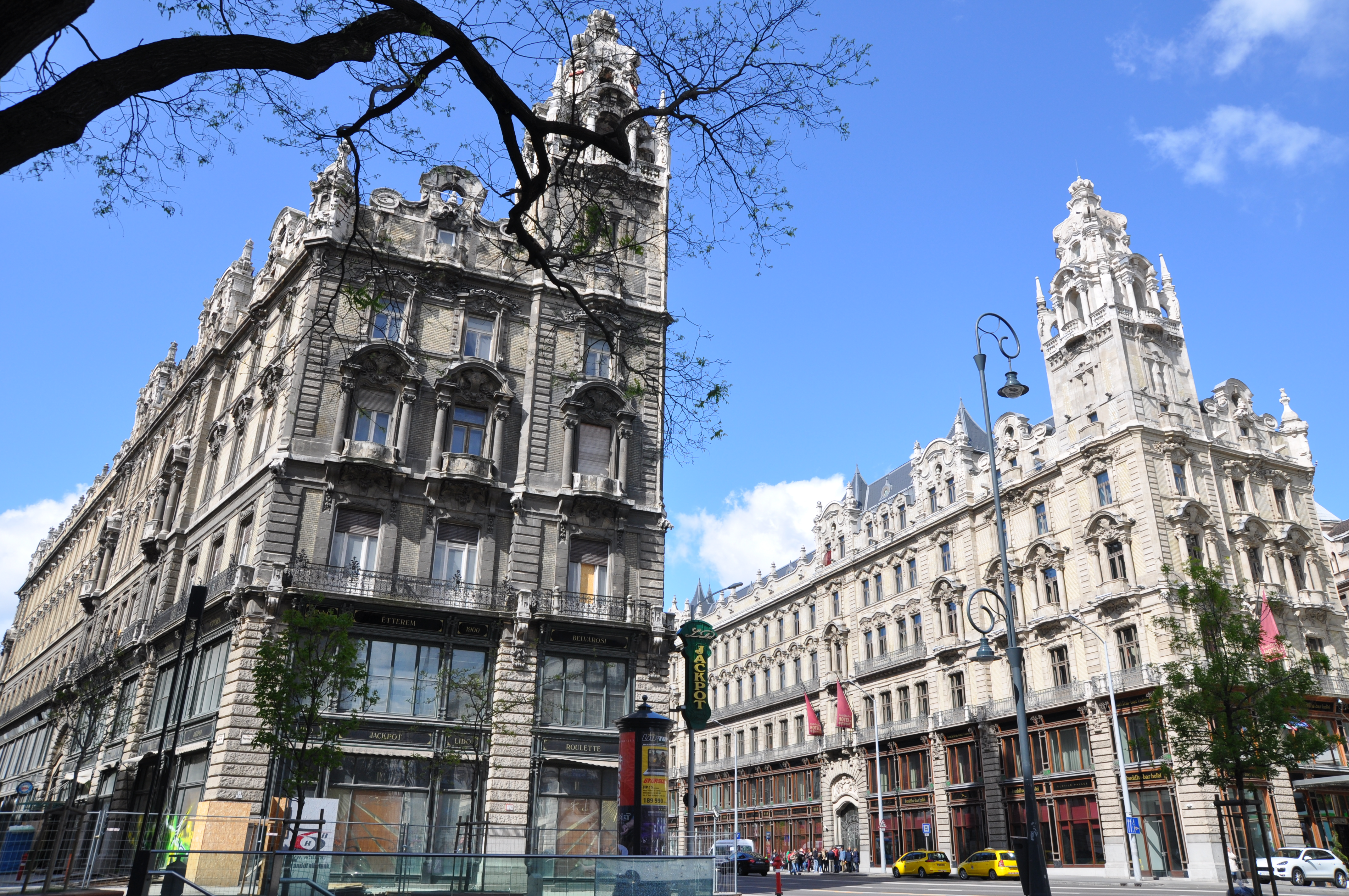
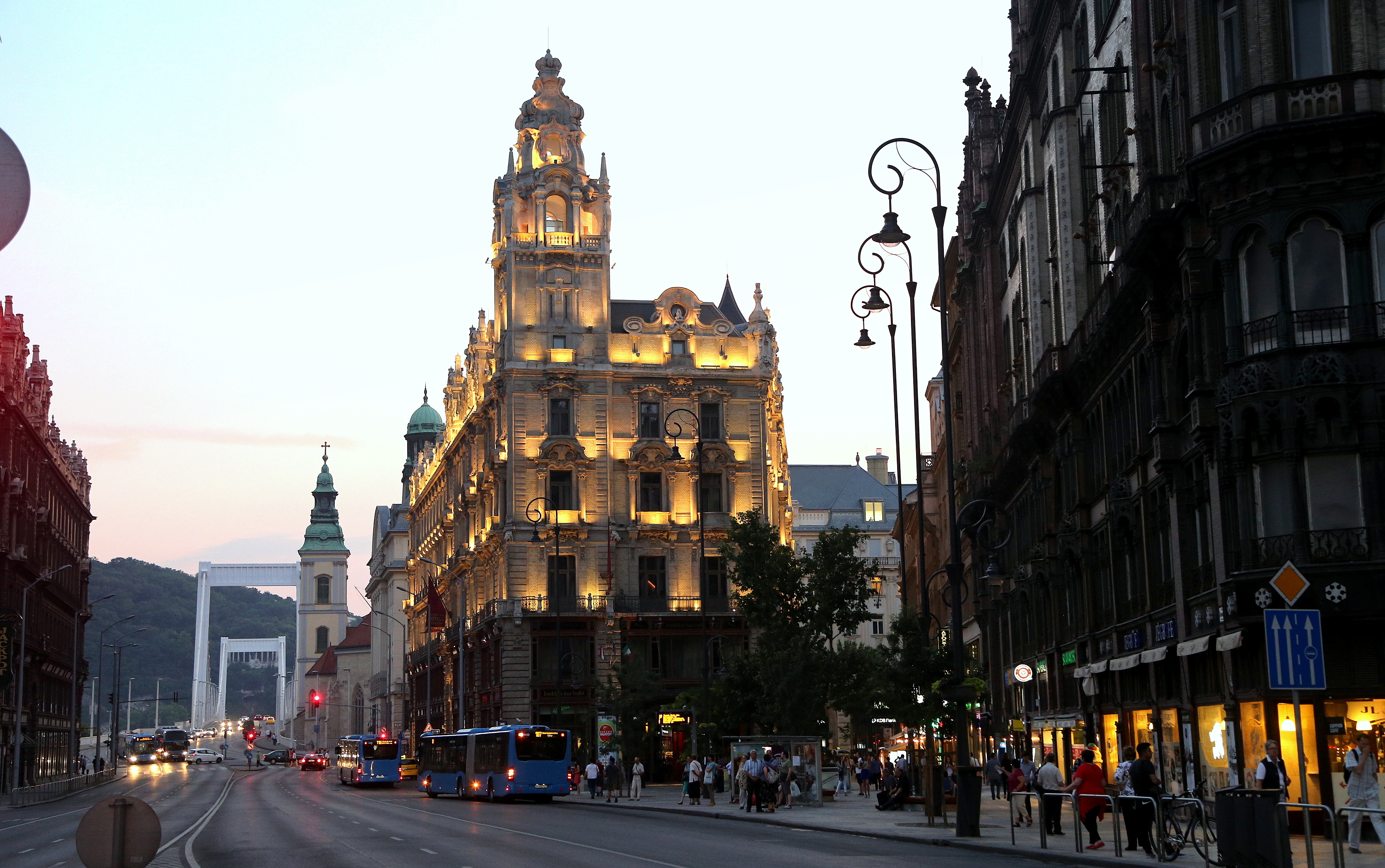
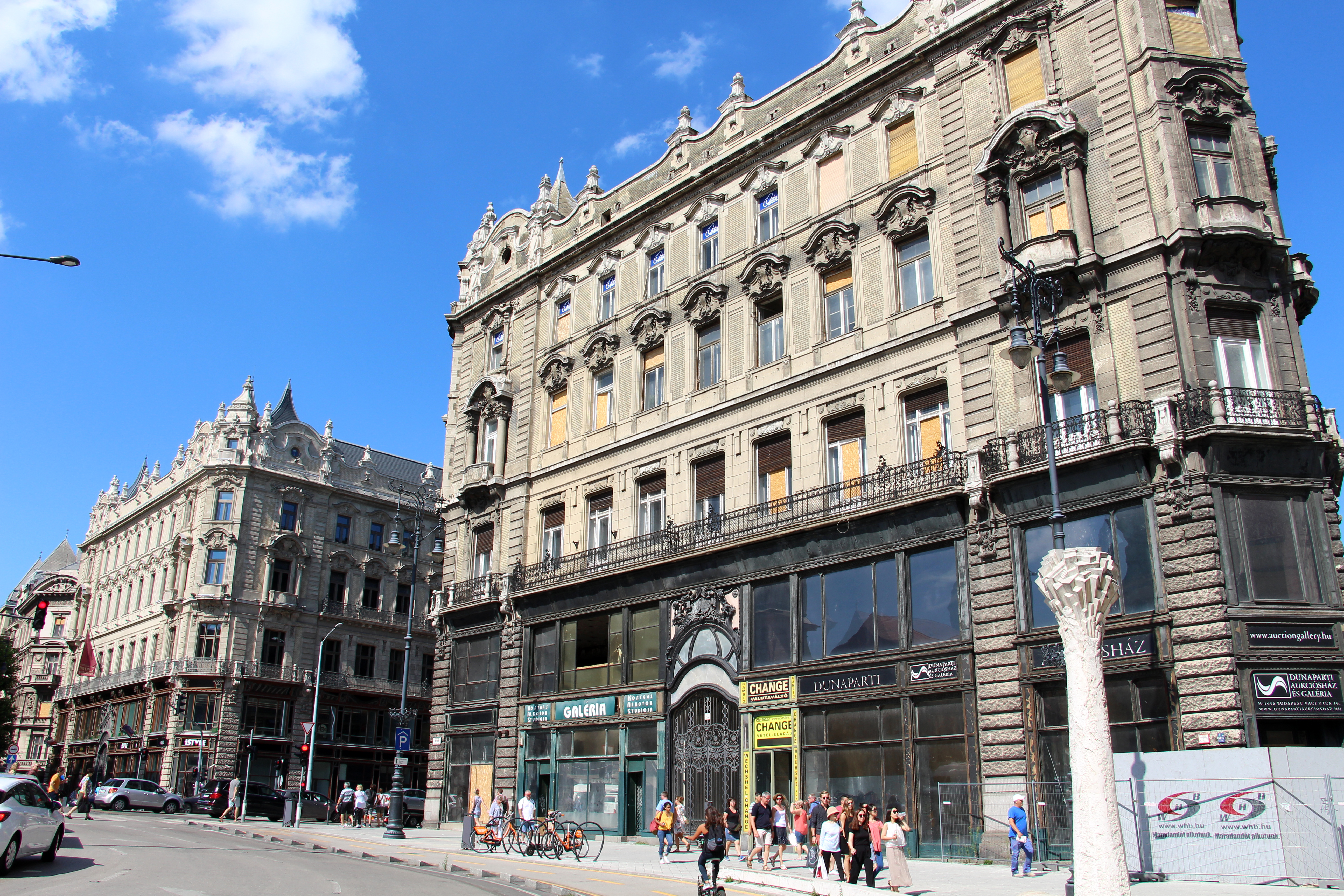